# Esperanto-moedertaalsprekers
Esperanto-moedertaalsprekers (Esperanto: denaskuloj) zijn mensen die thuis het Esperanto als eerste taal hebben geleerd doordat hun ouders onder elkaar Esperanto spraken. Wanneer een ouder ervoor kiest Esperanto tegen zijn kind te spreken zal het deze taal als moedertaal oppikken.
Hoewel het Esperanto de taalcode auxlang heeft en dus een Internationale Hulptaal (lingua franca) is, die niet is bedoeld om natuurlijke talen te vervangen, komen Esperantosprekende families toch voor. Dit is het gevolg van het feit dat esperantisten elkaar vaak opzoeken bij speciale gelegenheden zoals de Universala Esperanto-Asocio en het Esperanto-Wereldcongres. Als daaruit een relatie ontstaat, blijven beide partners (als ze elkaars eigen taal niet kennen) meestal Esperanto met elkaar spreken. Zelfs al voeden zij hun kinderen dan op in een andere taal, dan nog zullen deze kinderen het Esperanto zeer gemakkelijk machtig worden en groeien zij bovendien altijd twee- of drietalig op, doordat zij buitenshuis onmiddellijk met een andere taal worden geconfronteerd.
Een kind dat met zijn ouders Esperanto spreekt komt in het dagelijks leven over het algemeen weinig in contact met andere kinderen die deze taal eveneens als moedertaal hebben. Om de kinderen vloeiend Esperanto te blijven doen spreken, brengen de ouders hun kinderen daarom geregeld naar speciale Esperantoactiviteiten. Ieder jaar organiseert men bijvoorbeeld naast het Esperanto-Wereldcongres het Esperanto-kindercongres.
Omtrent het precieze aantal moedertaalsprekers van het Esperanto dat als gevolg van de Esperantocultuur is ontstaan tast men in het duister. Vermoedelijk gaat het om ongeveer duizend mensen.